# استانروآتناگولوو
استانروآتناگولوو (انگلیسی: Staroatnagulovo) یک شهرک در شهرستان میشکینسکی استان باشقیرستان کشور روسیه است.